# Caryophyllia crypta
Caryophyllia crypta är en korallart som beskrevs av Stephen D. Cairns 2000. Caryophyllia crypta ingår i släktet Caryophyllia och familjen Caryophylliidae. Inga underarter finns listade i Catalogue of Life.